# Rambler Classic
Rambler Classic – samochód osobowy klasy wyższej produkowany przez amerykański koncern AMC w latach 1961–1966.

## Historia
Marka Rambler była głównym celem strategii zarządzania AMC pod przywództwem George’a W. Romneya. American Motors zaprojektowało i produkowało jedne z najbardziej oszczędnych, zaprojektowanych i wykonanych samochodów lat 50. i 60. XX wieku. W roku 1961 marka Rambler zajęła 3. miejsce w rankingu sprzedaży na rodzimym rynku.
Rambler oferował dwie serie pojazdów oparte na różnych płytach podłogowych. Większe pojazdy opierały się na konstrukcji z 1956 roku, od 1961 nosiły one nazwę Classic, co miało podkreślić różnicę od mniejszego modelu American. Edmund E. Anderson zaprojektował nową serię Ramblerów o rozstawie osi 2743 mm, która „wyglądała na nową i świeżą, a faktycznie była nieco odświeżoną niedrogą konstrukcją”.

## Pierwsza generacja

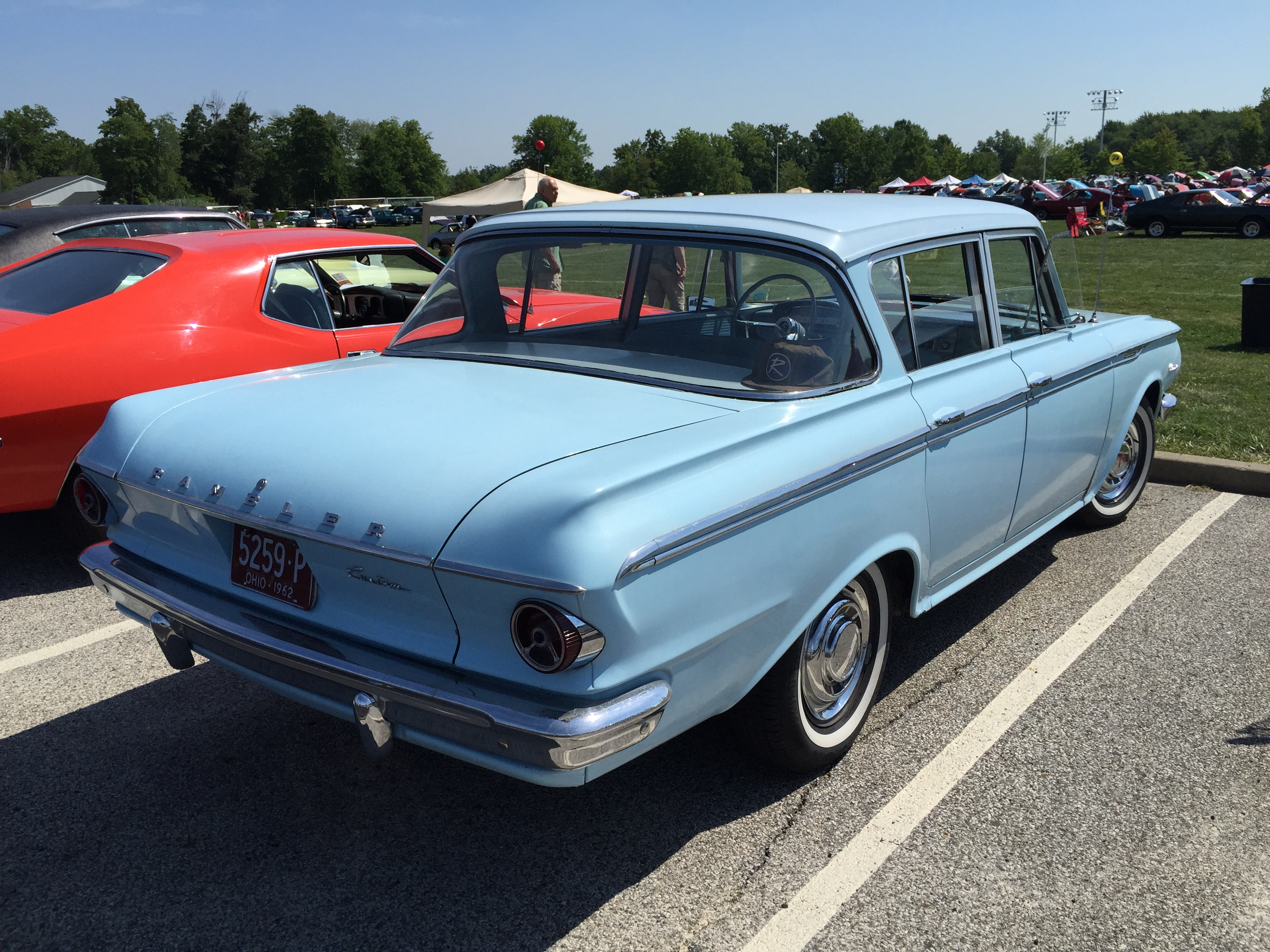
Rambler Classic I - tył

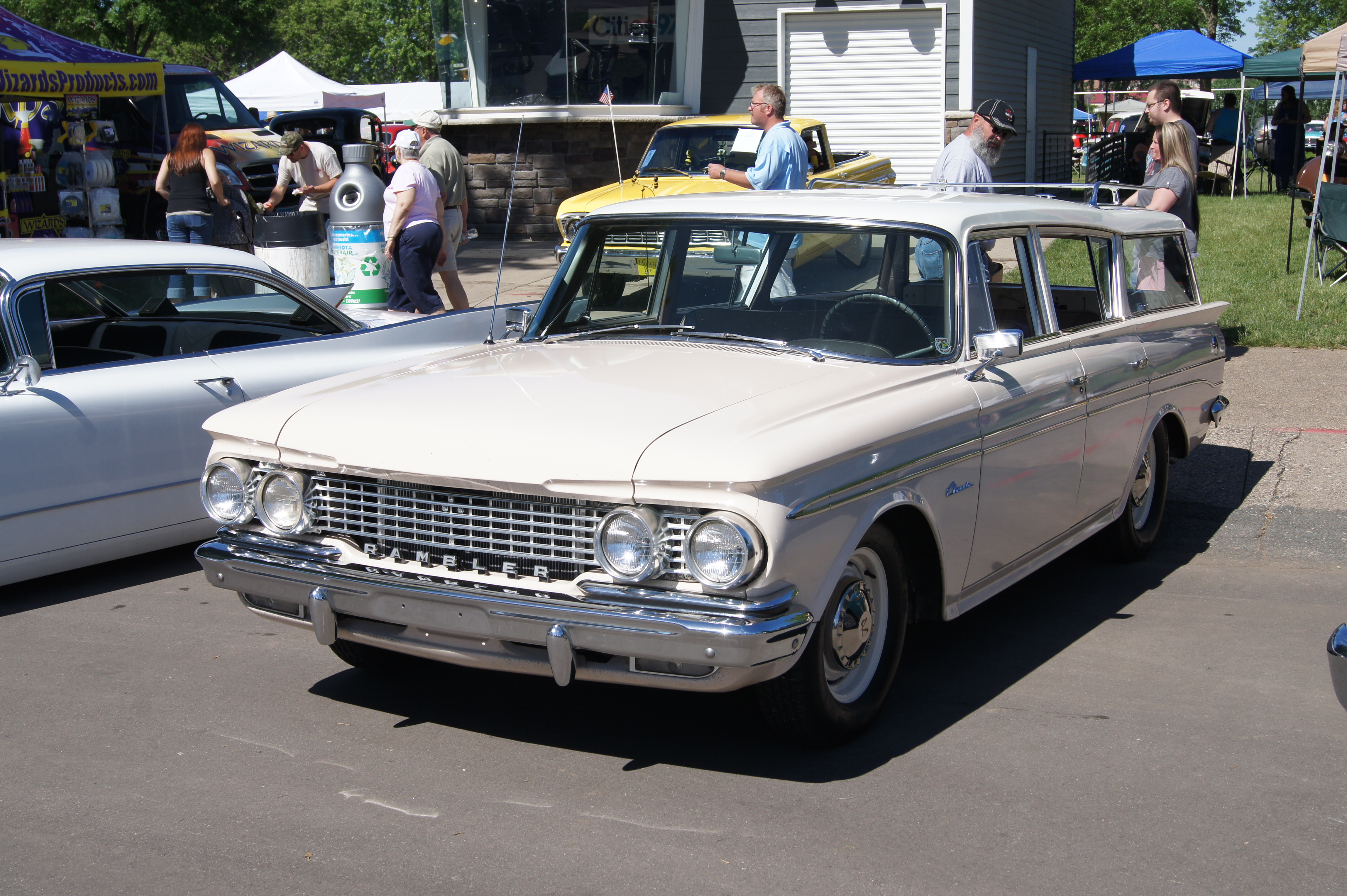
Rambler Classic I Kombi

Rambler Classic I został zaprezentowany po raz pierwszy w 1961 roku.
Oferowano trzy warianty wyposażenia: Deluxe, Super, and oraz Custom. Sugerowana cena detaliczna dla wersji Deluxe sedan wynosiła 2098 dol. amer. (według kursu z 1961) i 339 dol. amer. więcej za kombi. Pojazd dostępny był z silnikami R6 195,5 CID (3,2 l) oraz V8 250 CID (4,1 l). Dostępna była także odmiana silnika R6 3.2 z blokiem silnika wykonanym ze stopu aluminium – określana czasem jako 196 (oferowana w wersjach Deluxe i Super).
Od rocznika 1962 zamiast wersji Super oferowano wariant 400. Zaprzestano montażu silników V8 do modelu Classic. Był to także jedyny rok kiedy pojazd dostępny był jako 2-drzwiowy sedan.

### Silniki
- L6 3.2l
- V8 4.1l

## Druga generacja

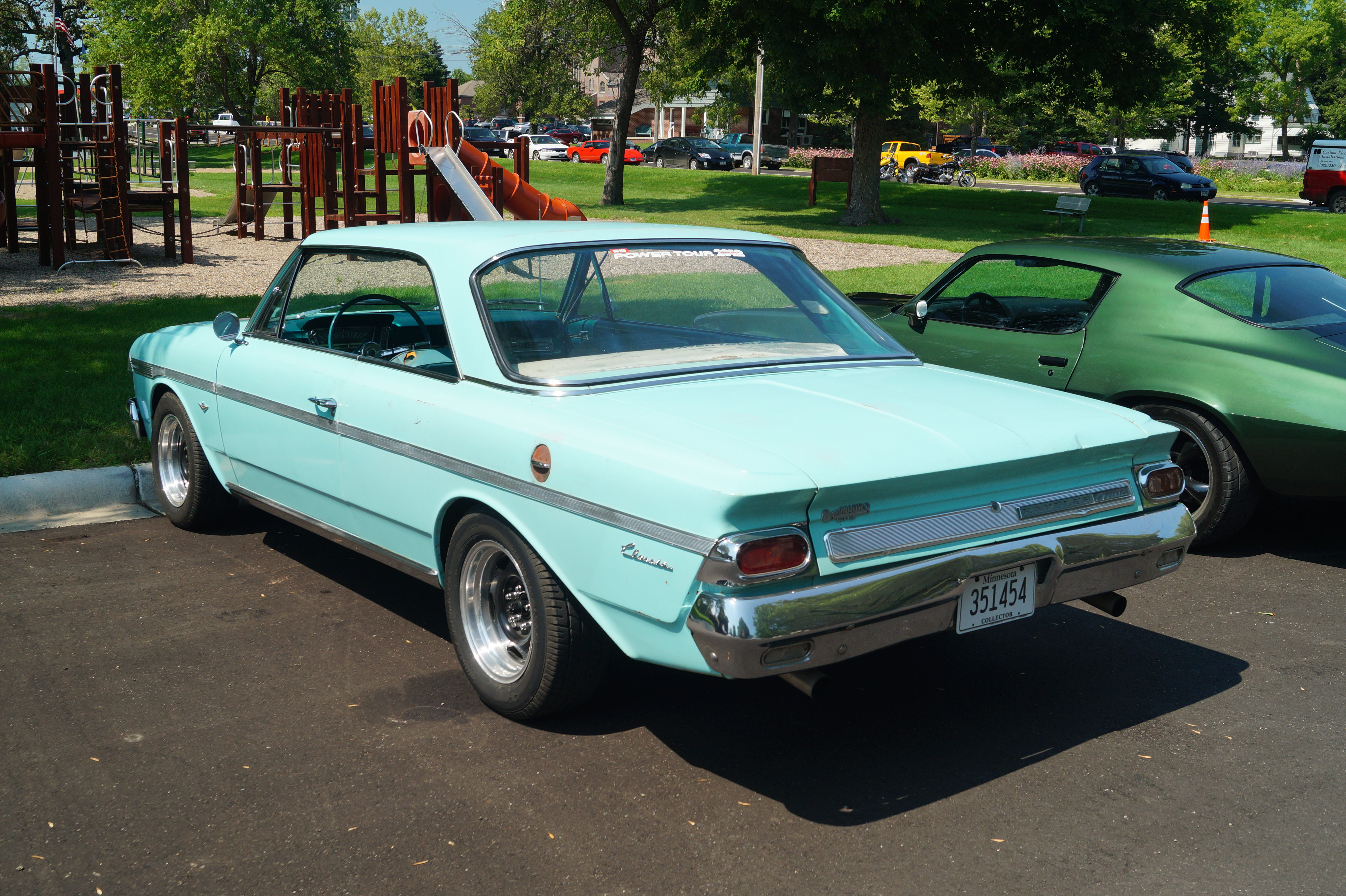
Rambler Classic II - tył

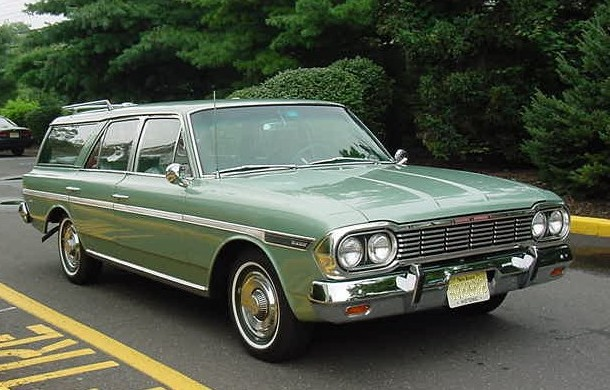
Rambler Classic II Kombi

Rambler Classic II został zaprezentowany po raz pierwszy w 1963 roku.
Druga generacja Ramblera Classic całkowicie zmieniiła stylizację nadwozia. Pojazd zdobył tytuł 1963 Car of the Year magazynu Motor Trend. Oznaczenia wersji modelu zmieniono na: 550, 660 i 770 (zastępując odpowiednio: Deluxe, Custom i 400). Od połowy 1963 samochód dostępny był z silnikiem V8 287 (4,7 l) o mocy maksymalnej 201 KM (148 kW), motor w połączeniu z automatyczną skrzynią biegów Flash-O-Matic gwarantował przyspieszenie od 0 do 100 km/h w nieco ponad 10 s i średnie zużycie paliwa na 100 km w granicach 12-15 l.
W kwietniu 1964 zaprezentowano model Classic Typhoon. Była to usportowiona odmiana wersji Classic 770 z nadwoziem typu hardtop. Pojazd wyposażono w nowoczesny silnik R6 232 (3,8 l) o mocy 147 KM (108 kW). Produkcję ograniczono do 2520 egzemplarzy, cena detaliczna wynosiła 2509 dol. amer. (według kursu z 1964).

### Silniki
- L6 3.2l
- L6 3.8l
- V8 4.7l

## Trzecia generacja

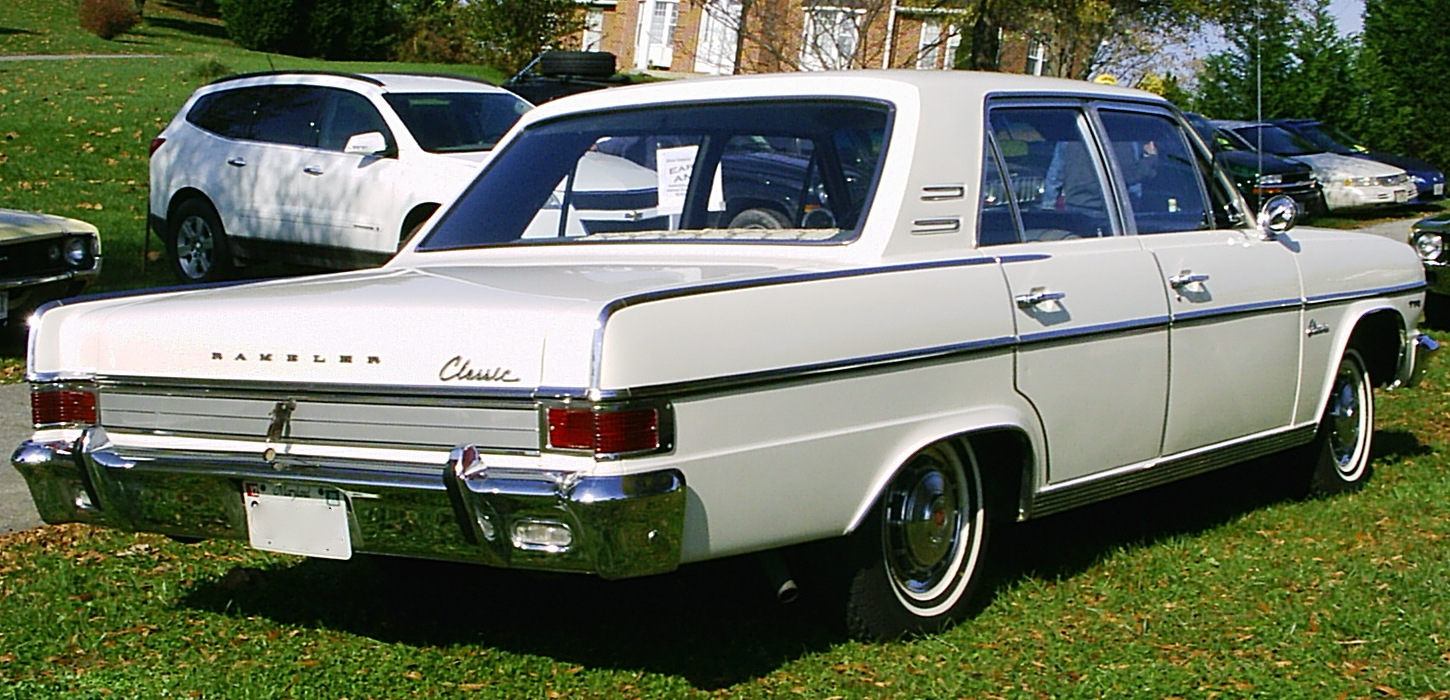
Rambler Classic III - tył

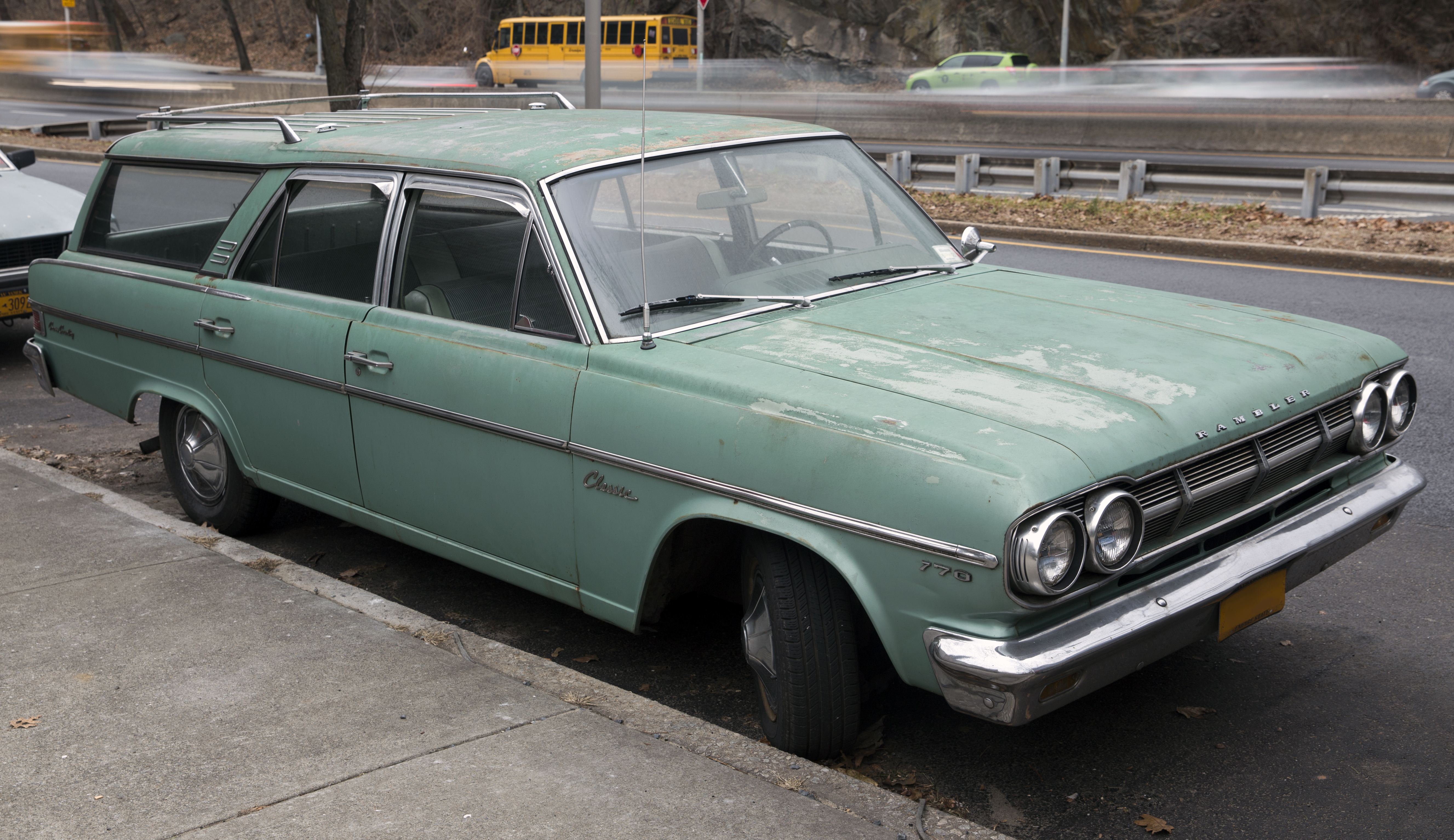
Rambler Classic III Kombi

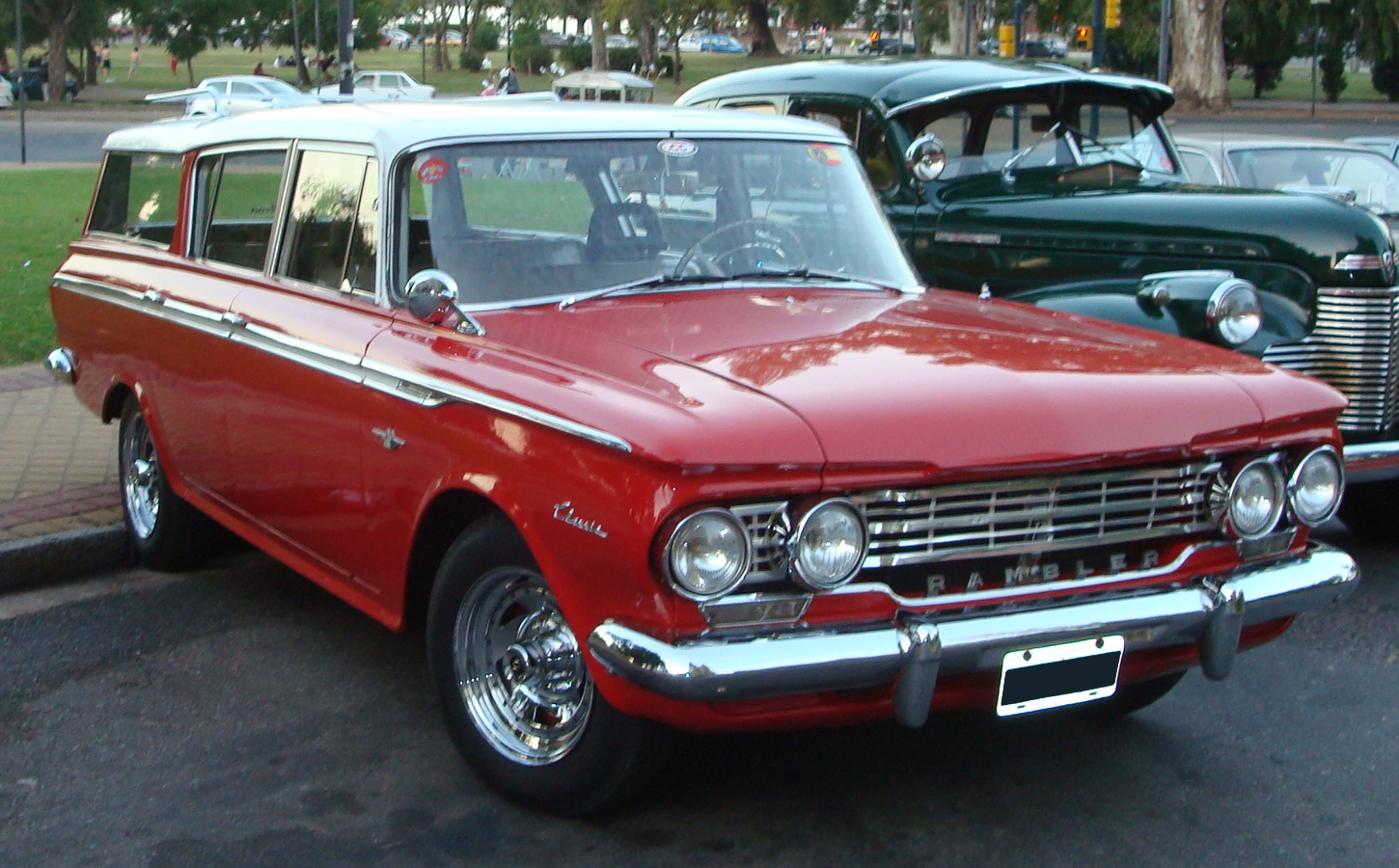
argentyńskie IKA Rambler Classic

Rambler Classic III został zaprezentowany po raz pierwszy w 1965 roku.
Przy okazji prezentacji treciej generacji Ramblera classic, ponownie zmieniono wygląd nadwozia, konstrukcję oparto na zmodernizowanej płycie podłogowej znanej z 2. generacji Classica. W tym samym roku AMC wprowadziło swój pojazd typu "halo" – Marlin, fastback oparty na Classicu trzeciej generacji. W roku 1966 przeprowadzono niewielki facelifting, zaprzestano sprzedaży wersji 660 zostawiając w ofercie tylko 550 i 770. Następcą dla wersji 770-H został w 1966 roku ponownie wprowadzony na rynek model Rebel.

### Rynki eksportowe
Classic montowany był przez Renault w Belgii, sprzedawano go następne przez sieć dilerską w: Algierii, Austrii, Belgii, Francji, Holandii i Luksemburgu.
Pozostali producenci którzy montowali model Classic w wersji CKD to: Industrias Kaiser Argentina (IKA), Australian Motor Industries (AMI), Campbell Industries oraz Vehiculos Automotores Mexicanos (VAM).

### Silniki
- L6 3.3l
- L6 3.8l
- L6 4.2l
- V8 4.7l
- V8 5.4l